# 图奥莫·松托拉
图奥莫·松托拉（芬蘭語：Tuomo Suntola，1943年—），芬兰发明家和技术领先人物，以其在材料科学方面的开拓性研究而著称。他开发了名为“原子层沉积”的薄膜增长技术，并因该技术获得了2018年的千禧年科技奖。